# むすぶテラス
むすぶテラスは、岐阜県安八郡安八町の公共施設（テレワーク施設・コミュニティ施設）。
MUSUBUテラス、MUSUBU TERASUとも表記される。テラスの本来の英語表記は「TERRACE」であり、開館前（改修工事中）当初の表記はMUSUBU TERRACCEであった。開館後の公式表記はMUSUBU TERASUである。

## 概要
- 地域、住民、企業、社員を結ぶ拠点となることを目的とする施設である[3]。2022年（令和4年）4月1日開館[4]
- 1階は地域住民のコミュニティの場、2階はテレワーク施設となっている。
- 建物は安八町勤労青少年ホーム（1988年（昭和63年）7月11日着工、1989年（平成元年）2月完成[5]。2019年（平成31年）3月31日閉鎖[6]）を改装したものである[2][7]。

## 施設概要
1階
- コミュニティスペース
- エイトスペース
- ミーティングルーム
- コミュニティキッチン
- プレイスペース（軽運動場）
- テラス

2階
- コワーキングスペース
- サテライト・オフィス　3室
- ミーティングルーム

1階のコミュニティスペース、エイトスペース、テラスは無料での利用が可能。ミーティングルーム、コミュニティキッチン、プレイスペースは事前予約が必要（料金は時間単位）。コワーキングスペースは有料で契約制（月単位・日単位）。サテライト・オフィスは有料で契約制（月単位）。

## 利用案内
- 所在地：岐阜県安八郡安八町東結1561番地
- 開館時間：9:00 - 21:00
- 休館日：月曜日（当日が祝日の場合翌日）、年末年始（12月29日 - 1月3日）
- 駐車場：37台

※サテライト・オフィスは完全個室であり、専用カードキーで24時間365日利用可能。

## 交通アクセス
- 名阪近鉄バス「結」バス停より徒歩約5分。
  - JR東海道本線・養老鉄道・樽見鉄道大垣駅（大垣駅前バスのりば）より岐垣線「岐阜聖徳学園大学」行き。
- 安八コミュニティバス北部線「おおくま内科・にわ整形外科」バス停より徒歩すぐ。
- 東海道新幹線岐阜羽島駅より車で約12分。
- JR東海道本線・養老鉄道・樽見鉄道大垣駅より車で約15分。
- JR東海道本線穂積駅より車で約13分。
- 名神高速道路安八スマートインターチェンジより車で約12分。

## 周辺施設
- 大垣市安八郡安八町組合立東安中学校
- 安八町立結小学校